# Vaini (Ort)
Vaini ist ein Ort in der Inselgruppe Tongatapu im Süden des pazifischen Königreichs Tonga.
Im Jahr 2021 hatte Vaini 3295 Einwohner.

## Geographie
Der Ort liegt am Südufer der Fangaʻuta Lagoon zwischen Veitongo und Kolofuu an der Taufaʻahau Road. In Vaini zweigt eine Straße ab, die auf der zentralen Landzunge nach Norden nach Longoteme führt sowie zum Palast Kauvai und im Westen nach Folaha und Nukuhetulu.
Im Ort gibt es die Kirchen „Church of Jesus Christ of Latter-day Saints“, Salvation Army Center, Roman Catholic Church und Seven Days Adventist Church.

## Klima
Das Klima ist tropisch heiß, wird jedoch von ständig wehenden Winden gemäßigt. Ebenso wie die anderen Orte der Tongatapu-Gruppe wird Vaini gelegentlich von Zyklonen heimgesucht.

## Persönlichkeiten
- Taniela Tupou (* 1996), Rugby-Union-Spieler